# Boehm garbage collector
Boehm-Demers-Weiser garbage collector, w skrócie Boehm GC – konserwatywny odśmiecacz dla języków C i C++, używany przez wiele projektów w C, C++, a także przez środowiska uruchomieniowe wielu innych języków, w tym GNU Compiler for Java, projekt Portable.NET i implementację platformy .NET Mono. Działa na wielu systemach operacyjnych w tym na wielu wariantach Uniksa, na Microsoft Windows i OS X i udostępnia zaawansowane funkcje takie jak odśmiecanie przyrostowe, równoległe i różne składnie finalizerów.
Boehm GC to wolne oprogramowanie i jest dostępny na licencji podobnej do X11.

## Przykład
Odśmiecacz działa z prawie niezmienionymi programami w C, potrzebna jest tylko podmiana wywołań malloc na GC_malloc, realloc na GC_realloc, i usunięcie wywołań free. Poniższy kod pokazuje jak można użyć Boehm zamiast funkcji malloc i free w C .
```
#include
 
"gc.h"

#include
 
<assert.h>

#include
 
<stdio.h>

int
 
main
()

{

    
int
 
i
;

    
GC_INIT
();

    
for
 
(
i
 
=
 
0
;
 
i
 
<
 
10000000
;
 
++
i
)

    
{

        
int
 
**
p
 
=
 
(
int
 
**
)
 
GC_MALLOC
(
sizeof
 
(
int
 
*
));

        
int
 
*
q
 
=
 
(
int
 
*
)
 
GC_MALLOC_ATOMIC
(
sizeof
 
(
int
));

        
assert
(
*
p
 
==
 
0
);

        
*
p
 
=
 
(
int
 
*
)
 
GC_REALLOC
(
q
,
 
2
 
*
 
sizeof
 
(
int
));

        
if
 
(
i
 
%
 
100000
 
==
 
0
)

            
printf
(
"Heap size = %d
\n
"
,
 
GC_get_heap_size
());

    
}

    
return
 
0
;

}

```